# Бульбокорінь
Бульбокорені (або кореневі бульби) — потовщені бічні корені, в яких відкладаються запасні поживні речовини (наприклад, у жоржини, пшінки, любки).
На відміну від коренеплоду, який завжди утворюється один, бульбокорені, як правило, численні.
Потовщення бульбокореня відбувається за рахунок розростання запасальної паренхіми, при цьому може потовщуватися базальна (чина бульбиста), середня (заліняк бульбистий), дистальна (гадючник звичайний) частина бічного кореня, або корінь потовщується переривчасто (очиток звичайний).